# Rodger Corser

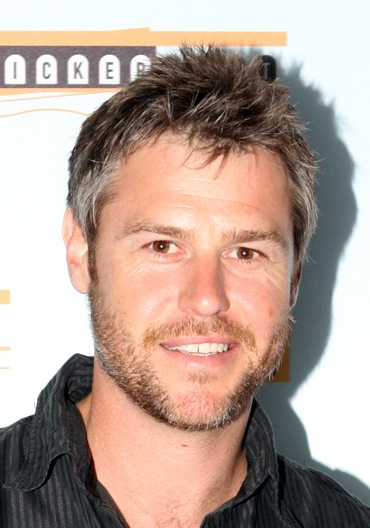
Rodger Corser

Rodger Corser (* 28. Februar 1973 in Victoria) ist ein australischer Schauspieler, der als Peter Johnson in der Serie McLeods Töchter bekannt wurde.

## Leben
Corser schloss 1996 ein Studium der Medienwissenschaft an der Deakin University in Melbourne mit einem Honours B.A. (Bachelor of Arts) ab.
Seinen Durchbruch hatte er 1998, als er aus 6000 Bewerbern für die Hauptrolle im Musical Rent ausgesucht wurde. Darin verkörperte Corser einen an HIV erkrankten Musiker. Das Musical wurde in Melbourne und Sydney aufgeführt und ebnete ihm den Weg zum Fernsehen. Seine ersten Fernsehrollen hatte er 2000 in der australischen Fernsehserie Beastmaster und 2001 in Water Rats. Bekannt wurde er durch die Rolle des Peter Johnson in der Drama-Fernsehserie McLeods Töchter. Den er zwischen 2001 und 2004 in 19 Folgen darstellte. 2005 spielte er die Hauptrolle in dem australischen Film Let Me Not und in der Serie Last Man Standing spielte er den Fotografen Adam Logan. Zwischen 2008 und 2011 spielte er in der Polizei-Drama-Fernsehserie Rush. 2013 war er in 9 Folgen der amerikanischen Fernsehserie Camp des Senders NBC zu sehen. Von 2015 bis 2019 spielte er in der Science-Fiction-Fernsehserie
Glitch den Charakter John Doe/William Blackburn. Bei Miss Fishers mysteriöse Mordfälle war er in der Folge Der Traum vom Fliegen (Murder & The Maiden) zu sehen. Von 2016 bis 2021 stellte er in der Dramaserie The Heart Guy den Protagonisten Dr Hugh Knight da. Für diese Rolle war er bei den Logie Awards dreimal für den prestigeträchtigen „Gold Logie“ und als beliebtester Schauspieler nominiert.
Seit Juni 2021 wirkt er in der australischen Morgen-Talkshow Today Extra in Vertretung als Moderator mit.
Aus einer früheren Beziehung mit der Sängerin Christine Anu hat er die 2002 geborene Tochter Zipporah Mary. Seit 2007 ist er mit Renee Berry verheiratet. Sie haben drei gemeinsame Kinder, Budd (* 2010), Cilla (* 2012) und Dustin (* 2015).

## Filmografie
- 2000: Beastmaster – Herr der Wildnis (Beastmaster, Fernsehserie, 1 Episode)
- 2001: Water Rats – Die Hafencops (Water Rats, Fernsehserie, 4 Episoden)
- 2001–2004: McLeods Töchter (McLeod’s Daughters, Fernsehserie, 19 Episoden)
- 2002–2003: Stingers (Fernsehserie, 2 Episoden)
- 2005: Last Man Standing (Fernsehserie, 22 Episoden)
- 2006–2007: Home and Away (Seifenoper)
- 2007: Let Me Not
- 2007: Passing Through (Kurzfilm)
- 2007: The Starter Wife – Alles auf Anfang (The Starter Wife, Fernsehserie, 2 Episoden)
- 2008: Underbelly – Krieg der Unterwelt (Underbelly, Miniserie, 13 Episoden)
- 2008: Before Sundown (Kurzfilm)
- 2008–2011: Rush (Fernsehserie, 70 Episoden)
- 2010–2011: Spirited (Fernsehserie, 18 Episoden)
- 2011: Burning Man
- 2011: The Cup
- 2012–2014: Puberty Blues (Fernsehserie, 15 Episoden)
- 2013: Camp (Fernsehserie, 10 Episoden)
- 2014: Love is Now
- 2014: Party Tricks (Fernsehserie, 6 Episoden)
- 2015: Miss Fishers mysteriöse Mordfälle (Miss Fisher’s Murder Mysteries, Fernsehserie, Episode 3x02)
- 2015–2019: Glitch (Fernsehserie, 18 Episoden)
- 2015: The Beautiful Lie (Miniserie, 6 Episoden)
- 2016: The Doctor Blake Mysteries (Fernsehserie)
- 2016–2021: The Heart Guy (Doctor Doctor, Fernsehserie)
- 2022: Thai Cave Rescue (ถ้ำหลวง: ภารกิจแห่งความหวัง, Fernsehserie)